# Финансовое право
Фина́нсовое пра́во — совокупность норм права, предметом которых выступают отношения, связанные с образованием и расходованием публичных финансов (фондов денежных средств государства и местного самоуправления), необходимых для реализации публичных функций.
В другом источнике указано что: Обязанности граждан по удовлетворению финансовых нужд государства и деятельность финансовых органов регулируется установленными государственной властью юридическими нормами, система которых образует финансовое право. Выделение финансового права в качестве отрасли права и юриспруденции характерно, в основном, для постсоветских государств. В государствах и странах романо-германской правовой семьи публичные финансы рассматриваются скорее как относительно самостоятельная сфера правовых исследований в рамках административного и публичного права, чем полноценная отдельная правовая отрасль. Финансовое право, прежнее официальное название финансовой науки (наука о финансах).

## Предмет финансового права
В предмет финансового права входят, в основном, налоговые отношения и деятельность по формированию и исполнению бюджетов различного уровня (расходованию публичных денежных средств, контролю их целевого и эффективного использования). 
В советское время в условиях государственной монополии на банковское и страховое дело, а также валютной монополии, регулирование соответствующих отношений также включалось в финансовое право. Сейчас в качестве частей финансового права относительно общепринято рассматривать лишь регулирование денежного обращения и валютных операций, тогда как регулирование банковского и страхового дела выделилось в комплексные отрасли с гражданско-правовыми и административно-правовыми элементами.

## Особенности финансового права
- регулирование как административно-организационных отношений (таких, как выделение бюджетных ассигнований), так и имущественных отношений публичных и частных субъектов (таких, как налоговые обязанности);
- тесная связь с административным правом: направления расходования публичных денежных средств неотделимы от выполнения публичных функций;
- формирование в рамках постсоветского финансового права процедур, относящихся по своей природе к административному праву, в условиях отставания развития административного законодательства и доктрины от современных потребностей; так сформировались, например, процедуры налоговых проверок, привлечения к ответственности за нарушения налогового законодательства;
- фрагментарность предмета регулирования: так, налоговые отношения входят в предмет финансового права, а обратные им отношения, например, связанные с социальными выплатами из бюджета, рассматриваются в рамках права социального обеспечения; правовая природа отношений, связанных с формированием и расходованием публичных финансов, принципиально отличается от регулирования денежного обращения и валютных операций.